# Raí

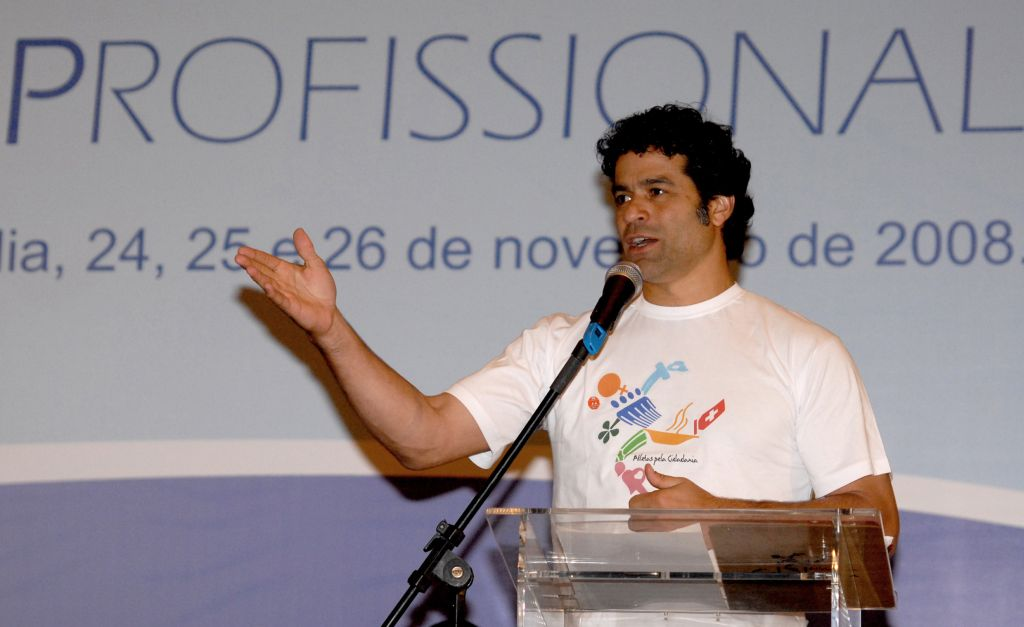
Raí

Raimundo Souza Vieira de Oliveira (Ribeirão Preto, 15 mei 1965) – alias Raí –  is een Braziliaans voormalig profvoetballer. Hij werd in 1992 uitgeroepen tot Zuid-Amerikaans voetballer van het jaar. Hij is de 11 jaar jongere broer van Sócrates. 

## Carrière
Raí speelde voor Botafogo (1982-1986), Ponte Preta de Campinas (1986-1987) en opnieuw Botafogo (1987-1988) voordat hij in 1988 bij São Paulo terechtkwam. Bij deze club groeide Raí uit tot een topper en diverse prijzen werden gewonnen. In 1991 won hij met São Paulo de Braziliaanse titel. De CONMEBOL Libertadores volgde in 1992 en 1993. In 1992 werd bovendien ten koste van Europacup I-winnaar FC Barcelona de wereldbeker veroverd, waarin Raí beide doelpunten maakte voor São Paulo. In 1993 maakte Rai de overstap naar Europa en ging voor Paris Saint-Germain spelen. Ook bij de Franse club was hij succesvol en Raí veroverde met Paris Saint-Germain het Frans landskampioenschap (1994), de Coupe de France (1995), tweemaal de Coupe de la Ligue (1995, 1998) en de UEFA Cup Winners Cup (1996). In 1998 keerde hij terug bij São Paulo en in 2000 beëindigde de Braziliaan uiteindelijk zijn loopbaan als profvoetballer.
Raí heeft de UEFA-managmentopleiding Executive Master for International Players (MIP) gedaan.

## Nationaal elftal
Raí speelde 54 interlands voor het Braziliaans elftal waarin hij 17 doelpunten maakte. De middenvelder maakte in 1994 deel uit  van de Seleção dat in de Verenigde Staten het WK won. In de finale werd na strafschoppen gewonnen van Italië, nadat de wedstrijd in 0–0 was geëindigd. Raí scoorde in de groepswedstrijd tegen Rusland vanuit een strafschop.

## Erelijst
Als speler
 São Paulo
- Wereldbeker voor clubteams: 1992
- CONMEBOL Libertadores: 1992, 1993
- Campeonato Brasileiro Série A: 1991
- Campeonato Paulista: 1987, 1989, 1991. 1992, 1987

 Paris Saint-Germain
- UEFA Cup Winners Cup: 1995/96
- Division 1: 1993/94
- Coupe de France: 1994/95, 1997/98
- Trophée des Champions: 1995
- Coupe de la Ligue: 1994/95

 Brazilië
- Wereldkampioenschap voetbal: 1994
- Pan-Amerikaanse Spelen: 1987

Individueel
- Bola de Ouro: 1989
- Meest Waardevolle speler van de Wereldbeker voetbal: 1992
- Zuid-Amerikaans Voetballer van het Jaar: 1992
- Zuid-Amerikaanse Ploeg van het Jaar: 1992
- ESM Ploeg van het Jaar: 1995–96
- Laureus World Sports Awards: 2012

## Broer
Ook de broer van Raí, Sócrates, was een succesvolle profvoetballer. Als aanvoerder speelde Sócrates met Brazilië op de WK's van 1982 in Spanje en 1986 in Mexico.